# Constitution syrienne de 1953
Constitution syrienne du 5 septembre 1950 Constitution syrienne du 5 septembre 1950
La Constitution syrienne du 10 juillet 1953 fut promulguée après la tenue d'un référendum sous Adib Chichakli en replacement de celle du 5 septembre 1950, avant que celle-ci ne fût remise en vigueur avec le retour à la présidence d'Atassi en 1954. La Constitution du 10 juillet 1953 a été celle « en vertu de laquelle le régime de gouvernement présidentiel était introduit pour la première fois dans un pays arabe ».

## Adoption
« Le projet de Constitution, élaboré au Conseil des Ministres, a été rendu public le 21 juin 1953. Le même jour, il a été annoncé, par décret no 151, que le peuple syrien, hommes et femmes, aurait, d'une part, à se prononcer le 10 juillet sur ce projet par plébiscite, d'autre part, à désigner, au scrutin secret et direct, le Président de la République. »

Adib Chichakli s'avérerait être le seul candidat à cette élection. La Constitution fut déclarée avoir été acceptée par 861 152 voix contre 2 713 avec 560 bulletins nuls sur 995 417 électeurs inscrits, soit par 99,9 % des votants, — et Adib Chichakli avoir été élu président par 861 910 voix contre 2 515, soit par 99,7 % des votants,.